# Anolis agassizi
Anolis agassizi är en ödleart som beskrevs av  Leonhard Hess Stejneger 1900. Anolis agassizi ingår i släktet anolisar, och familjen Polychrotidae. Inga underarter finns listade i Catalogue of Life.